# Viksjöfors
Viksjöfors è un'area urbana della Svezia situata nel comune di Ovanåker, contea di Gävleborg.
La popolazione rilevata nel censimento 2010 era di 244 abitanti .